# Donald Henderson (épidémiologiste)
Pour les articles homonymes, voir Henderson.
Donald Ainslie Henderson dit D. A. Henderson, né le 7 septembre 1928 à Lakewood (Ohio) et mort le 19 août 2016 à Baltimore (Maryland), est un médecin et épidémiologiste américain.

## Biographie

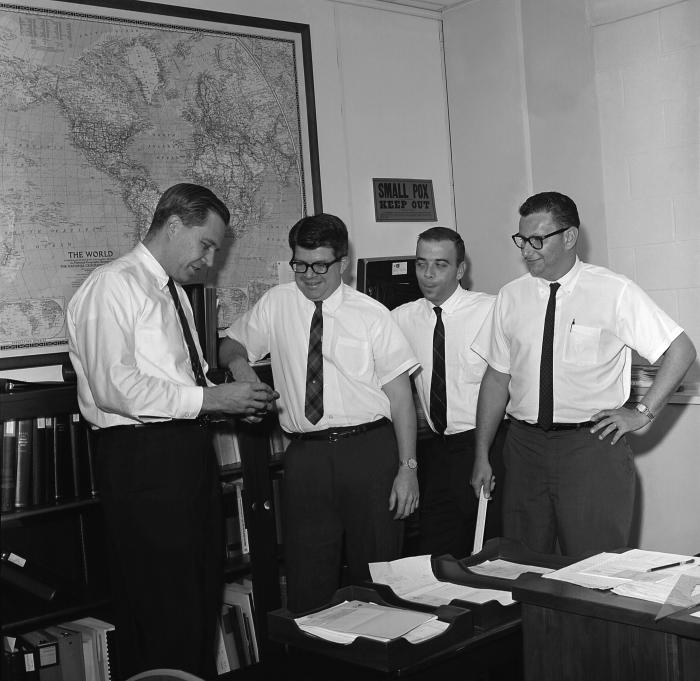
Donald Henderson (premier à gauche) et le groupe d'éradication de la variole du CDC en 1966.

Son père était ingénieur et sa mère infirmière. Il fait ses études à l'Oberlin College.
Il est diplômé en 1954 de l'école de médecine et dentaire de l'Université de Rochester. Il est résident en médecine interne à Cooperstown, N.Y., avant d'entrer aux CDC comme épidémiologiste.
Il obtient son diplôme de santé publique à l'Université Johns-Hopkins en 1960.
En 1965-1966, il est responsable de la planification du programme d'éradication de la variole en Afrique centrale et de l'Ouest, ainsi que du contrôle de la rougeole dans ces régions.
De 1967 à 1977, il dirige le programme international qui aboutit à l'éradication de la variole sur toute la surface du globe, sous l'égide de l'OMS. Il est à l'origine de plusieurs programmes internationaux de vaccination infantile.
En 1977, il devient le Doyen de l'École d'Hygiène et de Santé Publique de l'Université Johns Hopkins et professeur d'épidémiologie et de santé internationale.
Il est un des membres de la commission internationale pour la certification de l'éradication de la variole, Global Commission for the Certification of Smallpox Eradication.
Dans les années 1990, il est demandé comme expert sur le bioterrorisme. Il fonde en 1998 un centre d'étude de défense civile contre le bioterrorisme à l'Université Johns Hopkins, qui prendra le nom de UPMC Center for Health Security.
Après l'attentat du 11 septembre 2001, il est nommé, par le président George W. Bush, directeur d'un Office of Public Health Preparedness, nouvellement créé. Il s'agit d'une agence préparant les réponses de santé publique contre le bioterrorisme et les catastrophes naturelles.
À sa mort en 2016, il était professeur et doyen émérite de la Johns Hopkins Bloomberg School of Public Health, professeur de médecine et santé publique de l'Université de Pittsburgh, et titulaire de nombreuses récompenses et distinctions internationales.